# محنت‌آباد (ظفرآباد)
محنت‌آباد جماعت و شهرکی در شمال غربی تاجیکستان است که در ناحیهٔ ظفرآباد ولایت سغد قرار دارد. جمعیت این جماعت ۷٬۶۳۶ نفر است.